# Rossmoor (Nova Jersey)
Rossmoor és una concentració de població designada pel cens dels Estats Units a l'estat de Nova Jersey. Segons el cens del 2000 tenia 3.129 habitants.

## Demografia
Segons el cens del 2000, Rossmoor tenia 3.129 habitants, 2.131 habitatges, i 790 famílies. La densitat de població era de 1.342,3 habitants/km².
Dels 2.131 habitatges en un 0% hi vivien nens de menys de 18 anys, en un 33,8% hi vivien parelles casades, en un 2,6% dones solteres, i en un 62,9% no eren unitats familiars. En el 61,1% dels habitatges hi vivien persones soles el 56,4% de les quals corresponia a persones de 65 anys o més que vivien soles. El nombre mitjà de persones vivint en cada habitatge era d'1,4 i el nombre mitjà de persones que vivien en cada família era de 2,03.
Per edats la població es repartia de la següent manera: un 0,1% tenia menys de 18 anys, un 0,1% entre 18 i 24, un 0,6% entre 25 i 44, un 9,8% de 45 a 60 i un 89,5% 65 anys o més.
L'edat mediana era de 77 anys. Per cada 100 dones de 18 o més anys hi havia 50,1 homes.
La renda mediana per habitatge era de 33.104 $ i la renda mediana per família de 41.847 $. Els homes tenien una renda mediana de 65.385 $ mentre que les dones 38.750 $. La renda per capita de la població era de 31.178 $. Aproximadament l'1,1% de les famílies i el 4,3% de la població estaven per davall del llindar de pobresa.

## Poblacions més properes
El següent diagrama mostra les poblacions més properes.